# Powiat Bunzlau

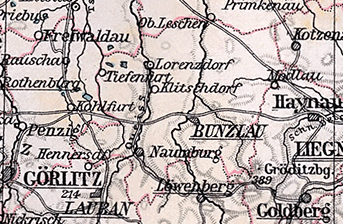
Kreis Bunzlau, 1905 r.

Powiat Bunzlau (niem. Kreis Bunzlau, pol. powiat bolesławiecki) – niemiecki powiat istniejący w okresie od 1816 do 1945 r. na terenie prowincji śląskiej.
Powiat Bunzlau utworzono w rejencji legnickiej pruskiej Prowincji Śląsk w 1816 r. W 1820 r. powiat powiększono kosztem powiatu Lauban. Od 1945 r. terytorium powiatu znajduje się pod administracją polską.
W 1910 r. powiat obejmował 129 gmin o powierzchni 1.044,32 km² zamieszkanych przez 64.813 osób.